# Difosfat de desoxiguanosina
El difosfat de desoxiguanosina amb fórmula C10H15N₅O10P₂
(en anglès:Deoxyguanosine diphosphate, abreujat com dGDP) és un derivat de l'àcid nucleic comú GTP, o trifosfat d'adenosina, en el qual el grup hidroxil -OH del carboni 2' de la pentosa s'ha tret (d'aquí la part del nom desoxi-). El difosfat del nom indica que un dels grups fosforil del GTP s'ha tret, probablement per hidròlisi.